# Roeien op de Olympische Zomerspelen 2004

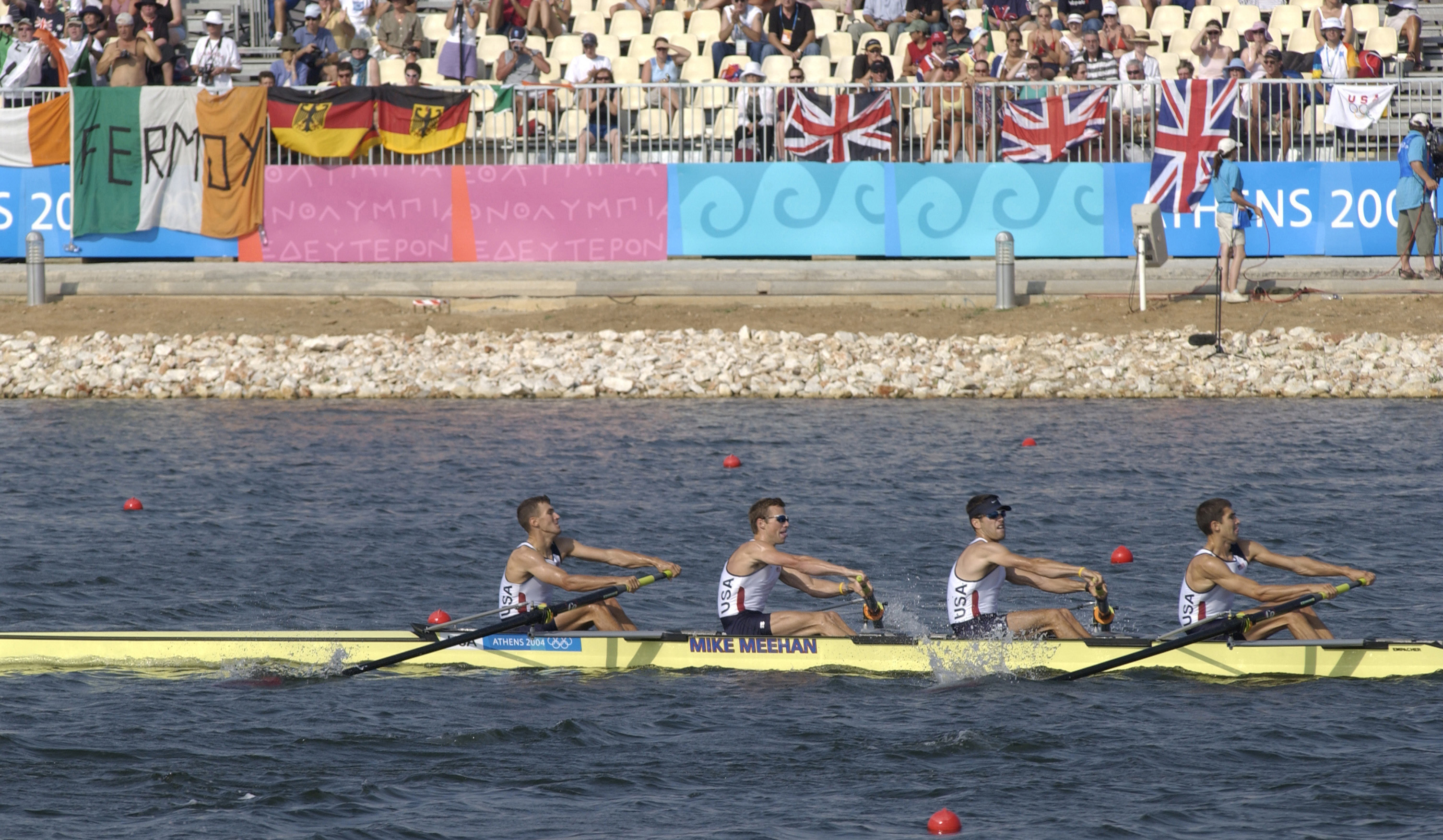
Amerikaanse lichte vier-zonder-stuurman tijdens de Spelen van 2004

Roeien is een van de sporten die beoefend werden tijdens de Olympische Zomerspelen 2004 in Athene. De roeiwedstrijden vonden plaats van 14 tot 22 augustus.
Aan het toernooi deden 557 atleten (364 mannen en 193 vrouwen) mee, afkomstig uit 55 landen. Rocio Rivarola (17 jaar, 44 dagen) uit Paraguay was de jongste deelnemer, Elena Georgescu (40 jaar, 128 dagen) uit Roemenië de oudste. 

## Mannen

### skiff
| rang   | sporter            | land | tijd    |
| ------ | ------------------ | ---- | ------- |
| Goud   | Olaf Tufte         | NOR  | 6:49.30 |
| Zilver | Jüri Jaanson       | EST  | 6:51.42 |
| Brons  | Ivo Janakijev      | BUL  | 6:52.80 |
| 4      | Santiago Fernández | ARG  | 6:55.17 |
| 5      | Václav Chalupa     | CZE  | 6:59.13 |
| 6      | Tim Maeyens        | BEL  | 7:01.74 |
| 7      | Marcel Hacker      | GER  | 6:47.26 |
| 8      | André Vonarburg    | SUI  | 6:52.88 |

### dubbel-twee
| rang   | sporters                            | land | tijd    |
| ------ | ----------------------------------- | ---- | ------- |
| Goud   | Sébastien Vieilledent Adrien Hardy  | FRA  | 6:29.00 |
| Zilver | Luka Špik Iztok Čop                 | SLO  | 6:31.72 |
| Brons  | Rossano Galtarossa Alessio Sartori  | ITA  | 6:32.93 |
| 4      | Leonid Gulov Tõnu Endrekson         | EST  | 6:35.30 |
| 5      | Milan Doleček Jr. Ondřej Synek      | CZE  | 6:35.81 |
| 6      | Aquil Abdullah Henry Nuzum          | USA  | 6:36.86 |
| 7      | Nils-Torolv Simonsen Morten Adamsen | NOR  | 6:37.25 |
| 8      | Matthew Wells Matt Langridge        | GBR  | 6:14.40 |

### lichte dubbel-twee
| rang   | sporters                                      | land | tijd    |
| ------ | --------------------------------------------- | ---- | ------- |
| Goud   | Tomasz Kucharski Robert Sycz                  | POL  | 6:20.93 |
| Zilver | Frédéric Dufour Pascal Touron                 | FRA  | 6:21.46 |
| Brons  | Vasileios Polymeros Nikolaos Skiathitis       | GRE  | 6:23.23 |
| 4      | Mads Rasmussen Rasmus Quist                   | DEN  | 6:23.92 |
| 5      | Zsolt Hirling Tamás Varga                     | HUN  | 6:24.69 |
| 6      | Kazushige Ura Daisaku Takeda                  | JPN  | 6:24.98 |
| 7      | Steve Tucker Greg Ruckman                     | USA  | 6:45.20 |
| 8      | Rubén Álvarez Hoyos Juan Zunzunegui Guimerans | ESP  | 6:46.48 |

### twee-zonder-stuurman
| rang   | sporters                          | land | tijd    |
| ------ | --------------------------------- | ---- | ------- |
| Goud   | Drew Ginn James Tomkins           | AUS  | 6:30.76 |
| Zilver | Siniša Skelin Nikša Skelin        | CRO  | 6:32.64 |
| Brons  | Donovan Cech Ramon di Clemente    | RSA  | 6:33.40 |
| 4      | Nathan Twaddle George Bridgewater | NZL  | 6:34.24 |
| 5      | Nikola Stojić Mladen Stegić       | SCG  | 6:39.74 |
| 6      | Tobias Kühne Jan Herzog           | GER  | 6:46.50 |
| 7      | Toby Garbett Rick Dunn            | GBR  | 6:22.04 |
| 8      | Giuseppe de Vita Dario Lari       | ITA  | 6:22.08 |

### dubbel-vier
| rang   | sporters                                                                     | land | tijd    |
| ------ | ---------------------------------------------------------------------------- | ---- | ------- |
| Goud   | Sergej Fedorovstev Igor Kravtsov Aleksei Svirin Nikolai Spinev               | RUS  | 5:56.85 |
| Zilver | David Kopřiva Tomáš Karas Jakub Hanák David Jirka                            | CZE  | 5:57.43 |
| Brons  | Sergej Grin Sergej Biloesjtsjenko Oleg Lykov Leonid Sjaposjnikov             | UKR  | 5:58.87 |
| 4      | Adam Bronikowski Marek Kolbowicz Sławomir Kruszkowski Adam Korol             | POL  | 5:58.94 |
| 5      | André Willms Stephan Volkert Marco Geisler Robert Sens                       | GER  | 6:07.04 |
| 6      | Valeri Radzevitsj Stanislav Sjtsjarbatsjenia Pavel Sjoermei Andrei Pliasjkov | BLR  | 6:09.33 |
| 7      | Scott Brennan David Crawshay Duncan Free Shaun Coulton                       | AUS  | 6:02.31 |
| 8      | Simon Stürm Christian Stofer Olivier Gremaud Florian Stofer                  | SUI  | 6:04.53 |

### vier-zonder-stuurman
| rang   | sporters                                                          | land | tijd    |
| ------ | ----------------------------------------------------------------- | ---- | ------- |
| Goud   | Steve Williams James Cracknell Ed Coode Matthew Pinsent           | GBR  | 6:06.98 |
| Zilver | Cameron Baerg Thomas Herschmiller Jake Wetzel Barney Williams     | CAN  | 6:07.06 |
| Brons  | Lorenzo Porzio Dario Dentale Luca Agamemnoni Raffaello Leonardo   | ITA  | 6:10.41 |
| 4      | Dave McGowan Rob Jährling Tom Laurich David Dennis                | AUS  | 6:13.06 |
| 5      | Donald Leach Mahe Drysdale Carl Meyer Eric Murray                 | NZL  | 6:15.47 |
| 6      | Jarosław Godek Mariusz Daniszewski Artur Rozalski Rafał Smoliński | POL  | 6:22.43 |
| 7      | Jochen Urban Sebastian Thormann Philipp Stüer Bernd Heidicker     | GER  | 5:48.52 |
| 8      | Jakub Makovička Jan Schindler Petr Vitásek Karel Neffe Jr.        | CZE  | 5:49.99 |

### lichte vier-zonder-stuurman
| rang   | sporters                                                              | land | tijd    |
| ------ | --------------------------------------------------------------------- | ---- | ------- |
| Goud   | Thor Kristensen Thomas Ebert Stephan Mølvig Eskild Ebbesen            | DEN  | 5:56.85 |
| Zilver | Glen Loftus Anthony Edwards Ben Cureton Simon Burgess                 | AUS  | 5:57.43 |
| Brons  | Lorenzo Bertini Catello Amarante Salvatore Amitrano Bruno Mascarenhas | ITA  | 5:58.87 |
| 4      | Gerard van der Linden Ivo Snijders Karel Dormans Joeri de Groot       | NED  | 5:58.94 |
| 5      | Iain Brambell Jonathan Mandick Gavin Hassett Jon Beare                | CAN  | 6:07.04 |
| 6      | Richard Archibald Eugene Coakley Niall O'Toole Paul Griffin           | IRL  | 6:09.33 |
| 7      | Veljko Urošević Nenad Babović Goran Nedeljković Miloš Tomić           | SCG  | 6:19.00 |
| 8      | Sergej Boekrejev Valeri Saritsjev Aleksandr Savkin Aleksandr Zjoezin  | RUS  | 6:20.64 |

### acht
| rang   | sporters | land | tijd    |
| ------ | --- | ---- | ------- |
| Goud   | Jason Read Wyatt Allen Chris Ahrens Joseph Hansen Matt Deakin Dan Beery Beau Hoopman Bryan Volpenhein Pete Cipollone (stuurman)                                             | USA  | 5:42.48 |
| Zilver | Matthijs Vellenga Gijs Vermeulen Jan-Willem Gabriëls Daniël Mensch Geert-Jan Derksen Gerritjan Eggenkamp Diederik Simon Michiel Bartman Chun Wei Cheung (stuurman)          | NED  | 5:43.75 |
| Brons  | Stefan Szczurowski Stuart Reside Stuart Welch James Stewart Geoff Stewart Boden Hanson Mike McKay Steve Stewart Michael Toon (stuurman)                                     | AUS  | 5:45.38 |
| 4      | Sebastian Schulte Stephan Koltzk Jörg Diessner Thorsten Engelmann Jan-Martin Bröer Enrico Schnabel Ulf Siemes Michael Ruhe Peter Thiede (stuurman)                          | GER  | 5:49.43 |
| 5      | Scott Frandsen Kevin Light Ben Rutledge Kyle Hamilton Adam Kreek Andrew Hoskins Joe Stankevicius Jeff Powell Brian Price (stuurman)                                         | CAN  | 5:51.66 |
| 6      | Bastien Ripoll Bastien Gallet Jean-Baptiste Macquet Julien Peudecoeur Donatien Mortelette Anthony Perrot Jean-David Bernard Laurent Cadot Christophe Lattaignant (stuurman) | FRA  | 5:53.31 |
| 7      | Sergio Canciani Aldo Tramontano Marco Penna Pierpaolo Frattini Valerio Pinton Niccolo Mornati Carlo Mornati Luca Ghezzi Gaetano Iannuzzi (stuurman)                         | ITA  | 5:46.36 |
| 8      | Bogdan Zalewski Piotr Buchalski Rafał Hejmej Dariusz Nowak Mikołaj Burda Wojciech Gutorski Sebastian Kosiorek Michał Stawowski Daniel Trojanowski (stuurman)                | POL  | 5:50.68 |

## Vrouwen

### skiff
| rang   | sporter                      | land | tijd    |
| ------ | ---------------------------- | ---- | ------- |
| Goud   | Katrin Rutschow-Stomporowski | GER  | 7:18.12 |
| Zilver | Jekaterina Karsten           | BLR  | 7:22.04 |
| Brons  | Roemjana Nejkova             | BUL  | 7:23.10 |
| 4      | Miroslava Knapková           | CZE  | 7:25.14 |
| 5      | Sonia Waddell                | NZL  | 7:31.66 |
| 6      | Nuria Domínguez Asensio      | ESP  | 7:49.11 |
| 7      | Irina Fedotova               | RUS  | 7:29.04 |
| 8      | Frida Svensson               | SWE  | 7:32.02 |

### dubbel-twee
| rang   | sporters                                        | land | tijd    |
| ------ | ----------------------------------------------- | ---- | ------- |
| Goud   | Georgina Evers-Swindell Caroline Evers-Swindell | NZL  | 7:01.79 |
| Zilver | Peggy Waleska Britta Oppelt                     | GER  | 7:02.78 |
| Brons  | Sarah Winckless Elise Laverick                  | GBR  | 7:07.58 |
| 4      | Anet-Jacqueline Buschmann Miglena Markova       | BUL  | 7:13.97 |
| 5      | Camelia Mihalcea Simona Strimbeschi             | ROU  | 7:17.58 |
| 6      | Natalia Goeba Svetlana Mazij                    | UKR  | 7:21.78 |
| 7      | Caroline Delas Gaëlle Buniet                    | FRA  | 6:52.55 |
| 8      | Elisabetta Sancassani Gabriella Bascelli        | ITA  | 6:54.51 |

### lichte dubbel-twee
| rang   | sporters                             | land | tijd    |
| ------ | ------------------------------------ | ---- | ------- |
| Goud   | Constanța Burcică Angela Alupei      | ROU  | 6:56.05 |
| Zilver | Daniela Reimer Claudia Blasberg      | GER  | 6:57.33 |
| Brons  | Kirsten van der Kolk Marit van Eupen | NED  | 6:58.54 |
| 4      | Sally Newmarch Amber Halliday        | AUS  | 6:59.91 |
| 5      | Xu Dongxiang Li Qian                 | CHN  | 7:02.05 |
| 6      | Magdalena Kemnitz Ilona Mokronowska  | POL  | 7:04.48 |
| 7      | Lisa Schlenker Stacey Borgman        | USA  | 7:23.40 |
| 8      | Mara Jones Fiona Milne               | CAN  | 7:26.07 |

### twee-zonder-stuurvrouw
| rang   | sporters                             | land | tijd    |
| ------ | ------------------------------------ | ---- | ------- |
| Goud   | Georgeta Damian Viorica Susanu       | ROU  | 7:06.55 |
| Zilver | Katherine Grainger Cath Bishop       | GBR  | 7:08.66 |
| Brons  | Joelia Bitsjik Natalja Gelach        | BLR  | 7:09.86 |
| 4      | Darcy Marquardt Buffy-Lynne Williams | CAN  | 7:13.33 |
| 5      | Maren Derlien Sandra Goldbach        | GER  | 7:20.20 |
| 6      | Juliette Haigh Nicky Coles           | NZL  | 7:23.52 |
| 7      | Cong Huanling Feng Xueling           | CHN  | 7:10.54 |
| 8      | Milka Tantsjeva Anna Tsjoek          | BUL  | 7:11.89 |

### dubbel-vier
| rang   | sporters                                                            | land | tijd    |
| ------ | ------------------------------------------------------------------- | ---- | ------- |
| Goud   | Kathrin Boron Meike Evers Manuela Lutze Kerstin Kowalski            | GER  | 6:29.29 |
| Zilver | Alison Mowbray Debbie Flood Frances Houghton Rebecca Romero         | GBR  | 6:31.26 |
| Brons  | Dana Faletic Rebecca Sattin Kerry Hore Amber Bradley                | AUS  | 6:34.73 |
| 4      | Joelia Levina Larisa Merk Anna Sergejeva Oksana Dorodnova           | RUS  | 6:36.49 |
| 5      | Michelle Guerette Hilary Gehman Kelly Salchow Danika Holbrook       | USA  | 6:39.67 |
| —      | Olena Morozova Tetyana Kolesnikova Olena Olefirenko Yana Dementyeva | UKR  | DQ      |
| 6      | Dorthe Pedersen Sarah Lauritzen Christina Rindom Majbrit Nielsen    | DEN  | 6:50.13 |
| 7      | Marija Brel Tatsjana Narelik Volha Berasniova Marija Varona         | BLR  | 6:54.02 |

Oekraïne, derde tijd 6:34.31, gediskwalificeerd wegens positieve dopingtest van Olena Olefirenko.

### acht
| rang   | sporters | land | tijd    |
| ------ | --- | ---- | ------- |
| Goud   | Rodica Florea Viorica Susanu Aurica Bărăscu Ioana Papuc Liliana Gafencu Elisabeta Lipă Georgeta Damian Doina Ignat Elena Georgescu (stuurvrouw)            | ROU  | 6:17.70 |
| Zilver | Kate Johnson Samantha Magee Megan Dirkmaat Alison Cox Caryn Davies Laurel Korholz Anna Mickelson Lianne Nelson Mary Whipple (stuurvrouw)                   | USA  | 6:19.56 |
| Brons  | Froukje Wegman Marlies Smulders Nienke Hommes Hurnet Dekkers Annemarieke van Rumpt Annemiek de Haan Sarah Siegelaar Helen Tanger Ester Workel (stuurvrouw) | NED  | 6:19.85 |
| 4      | Yu Fei Luo Xiuhua Cheng Ran Yan Xiaoxia Wu You Yang Cuiping Gao Yanhua Jin Ziwei Zheng Na (stuurvrouw)                                                     | CHN  | 6:21.71 |
| 5      | Elke Hipler Britta Holthaus Maja Tucholke Anja Pyritz Susanne Schmidt Nicole Zimmermann Silke Günther Lenka Wech Annina Ruppel (stuurvrouw)                | GER  | 6:21.99 |
| 6      | Sarah Outhwaite Jodi Winter Catriona Oliver Monique Heinke Julia Wilson Sally Robbins Vicky Roberts Kyeema Doyle Katie Foulkes (stuurvrouw)                | AUS  | 6:31.65 |
| 7      | Anna-Marie de Zwager Pauline van Roessel Jacqui Cook Andreanne Morin Roslyn McLeod Karen Clark Romina Stefancic Sabrina Kolker Sarah Pape (stuurvrouw)     | CAN  |         |

## Medaillespiegel
| rang   | land             | goud | zilver | brons | totaal |
| ------ | ---------------- | ---- | ------ | ----- | ------ |
| 1      | Roemenië         | 3    | 0      | 0     | 3      |
| 2      | Duitsland        | 2    | 2      | 0     | 4      |
| 3      | Groot-Brittannië | 1    | 2      | 1     | 4      |
| 4      | Australië        | 1    | 1      | 2     | 4      |
| 5      | Frankrijk        | 1    | 1      | 0     | 2      |
| 5      | Verenigde Staten | 1    | 1      | 0     | 2      |
| 7      | Denemarken       | 1    | 0      | 0     | 1      |
| 7      | Nieuw-Zeeland    | 1    | 0      | 0     | 1      |
| 7      | Noorwegen        | 1    | 0      | 0     | 1      |
| 7      | Polen            | 1    | 0      | 0     | 1      |
| 7      | Rusland          | 1    | 0      | 0     | 1      |
| 12     | Nederland        | 0    | 1      | 2     | 3      |
| 13     | Wit-Rusland      | 0    | 1      | 1     | 2      |
| 14     | Canada           | 0    | 1      | 0     | 1      |
| 14     | Estland          | 0    | 1      | 0     | 1      |
| 14     | Kroatië          | 0    | 1      | 0     | 1      |
| 14     | Slovenië         | 0    | 1      | 0     | 1      |
| 14     | Tsjechië         | 0    | 1      | 0     | 1      |
| 19     | Italië           | 0    | 0      | 3     | 3      |
| 20     | Bulgarije        | 0    | 0      | 2     | 2      |
| 21     | Griekenland      | 0    | 0      | 1     | 1      |
| 21     | Oekraïne         | 0    | 0      | 1     | 1      |
| 21     | Zuid-Afrika      | 0    | 0      | 1     | 1      |
| totaal | totaal           | 14   | 14     | 14    | 42     |